# Primavera De Filippi
Primavera De Filippi es una mujer jurista, igualmente conocida como experta y militante de Internet (miembro de Creative Commons, del Open Knowledge Foundation y de la P2P Foundation). Es también artista, conocida por sus trabajos sobre blockchain y el amparo y gestión del derecho de autor.
Es investigadora permanente en el  Centro nacional de investigación científica y en la Faculty Associate  en el Berkman Klein Center for Internet & Society  de la Universidad de Harvard. Es autora del libro Blockchain and the Law publicado por Harvard University Press.